# Nguyên Bảo
Nguyên Bảo (chữ Hán giản thể: 元宝区, Hán Việt: Nguyên Bảo khu) Là một quận của địa cấp thị Đan Đông, tỉnh Liêu Ninh, Cộng hòa Nhân dân Trung Hoa. Quận Nguyên Bảo có diện tích 81 km2, dân số năm 190.000 người. Mã số bưu chính của Nguyên Bảo là 118000. Chính quyền nhân dân quận đóng ở số 8, phố Tân Liễu. Quận này được chia thành 7 nhai đạo biện sự xứ: Quảng Tế, Thất Đạo, Bát Đạo, Cửu Đạo, Lục Đảo Khẩu, Hưng Đông, Trân Châu và 1 trấn: Kim Sơn.